# Michael Ehrenreich
Michael Ehrenreich (født 9. februar 1954 i Gentofte) er en dansk journalist og kammerherre, forhenværende hofmarskal, forhenværende redaktør på Berlingske og Kristeligt Dagblad, samt forhenværende direktør i Det Udenrigspolitiske Selskab.

## Biografi
Michael Ehrenreich blev samfundsfaglig student fra Gentofte Statsskole i 1973 og senere journalist fra Danmarks Journalisthøjskole i 1979 med praktikplads på Fyens Stiftstidende. Umiddelbart efter eksamen fra journalisthøjskolen blev han politisk medarbejder på Fyens Stiftstidende med redaktion på Christiansborg. I 1982 kom han til en tilsvarende stilling på Berlingske Tidende. I 1984 skiftede han til udenrigsjournalistikken, først som avisens korrespondent i London 1984-88 og siden i Washington 1988-93. Han vendte hjem til hovedredaktionen i København, og efter en kort periode som medarbejder for international økonomi gik han ind i redaktionel ledelse. Han blev i foråret 1993 redaktionschef og udlandsredaktør samt lederskribent og columnist. I 1997 blev han medlem af chefredaktionen, men fortsatte som udlandsredaktør. I 2001 blev han chefredaktør. Han stoppede på avisen i 2003 for at blive medredaktør på Kristeligt Dagblad. I 2013 forlod Michael Ehrenreich Kristeligt Dagblad for at tiltræde stillingen som direktør i Det Udenrigspolitiske Selskab.  
Han anvendes ofte som udenrigspolitisk kommentator i medierne og holder mange foredrag om udenrigspolitik og internationale forhold. Han er forfatter til bogen "Hillary - en amerikansk historie".
Ehrenreich afløste 15. februar 2015 Ove Ullerup som hofmarskal og blev i marts 2021 selv afløst af Kim Kristensen.
Ehrenreich blev i marts 2021 tildelt storkorset af Dannebrogordenen.